# Jak Lingko

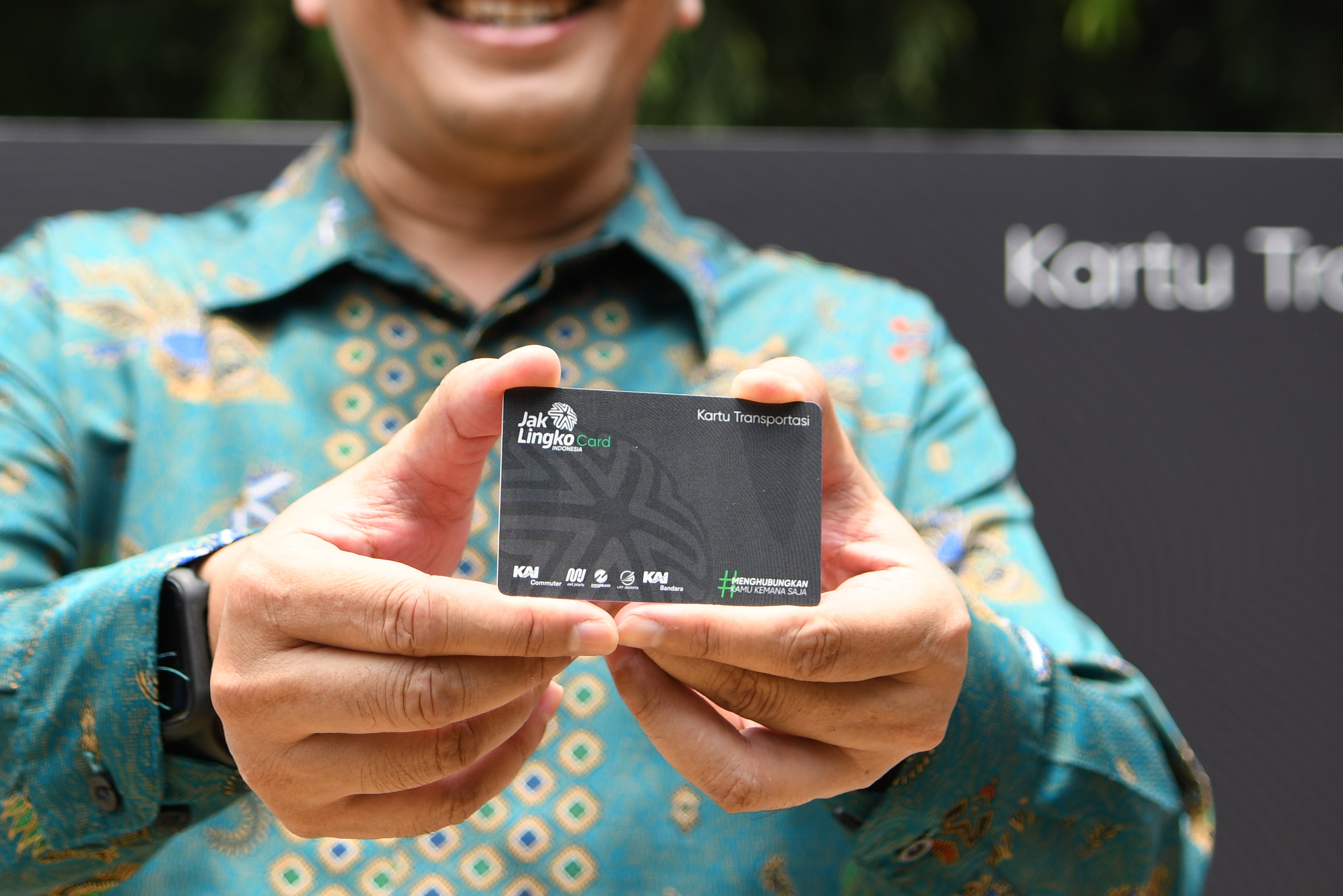
Jak Lingko支付卡

Jak Lingko（過去為OK OTrip）是印度尼西亞首都雅加達設立的非接觸式智能卡和自動收費系統，可用於雅加達不同的交通，包括雅加達地鐵、雅加達輕軌、雅加達專線巴士、通勤線電動列車、印度尼西亞鐵路及當地合乘計程車。